# Elvin Jones
Elvin Ray Jones, född 9 september 1927 i Pontiac i Michigan, död 18 maj 2004 i Englewood i New Jersey, var en amerikansk jazztrumslagare.

## Biografi
Jones föddes som det yngsta barnet av tio. Två av hans bröder var även de jazzmusiker: Hank (piano) och Thad (trumpet/flygelhorn).
Elvin började att spela professionellt under 1940-talet. Allt eftersom började han spela med artister som Charlie Parker, Miles Davis och Wardell Grey. År 1955, efter att ha misslyckats med en provspelning för Benny Goodman, fick han arbete i New York. Han gick med i Charles Mingus band, och gav ut en skiva kallad J Is for Jazz. År 1960 gick han med i John Coltranes klassiska kvartett, som även bestod av Jimmy Garrison och McCoy Tyner. Han fortsatte att spela med Coltrane fram till 1966. Samspelet med Coltrane har av många kallats för en redefiniering av swing, på samma sätt som Louis Armstrong gjorde det i jazzens barndom.
Efter att han slutat hos Coltrane började han spela med Duke Ellington bland andra. Samtidigt och under resten av karriären ledde han ett antal egna grupper, ibland kallade The Elvin Jones Jazz Machine, som bland andra innehöll Dave Liebman, Steve Grossman, Joe Farrell, Pepper Adams, George Coleman, Frank Foster, Chick Corea, Jan Hammer och Gene Perla.
Jones undervisade regelmässigt och spelade på skolor och i fängelser. Undervisningen bestod av både trumteknik och musikhistoria. Han avled av hjärtsvikt i Englewood, New Jersey den 18 maj 2004.

## Utvald diskografi

### MedSonny Rollins
- Live at the Village Vanguard
- East Broadway Rundown

### MedJohn Coltrane
- My Favorite Things
- Africa Brass
- Olé Coltrane
- Coltrane Plays the Blues
- Coltrane
- Live at the Village Vanguard
- Impressions
- Coltrane’s Sound
- Live at Birdland
- A Love Supreme
- Ascension
- Meditations
- Expression
- Selflessness Featuring My Favorite Things
- Sun Ship
- First Meditations

### MedMcCoy Tyner
- Plays Duke Ellington
- The Real McCoy

### MedWayne Shorter
- Night Dreamer
- Juju
- Speak No Evil

### Eget band
- Puttin' It Together
- The Ultimate
- Polycurrents
- Live at the Light House
- Genesis
- Heavy Sounds (tillsammans med Richard Davis)
- Mr. Thunder (inspelad i Örebro 1975)